# Dunjevača
Dunjevača (rakija od dunja) je jedno od najpopularnijih pića u Srbiji. Plodovi dunje se uglavnom prerađuju u sokove ili džemove ali rakija dobijena od dunja predstavlja izuzetno cenjeno piće. Pošto dunje sadrže mali procenat šećera potrebno je što duže ih ostaviti na stablu do pune zrelosti ili čak i do blage prezrelosti. Branje se uglavnom obavlja ručno pri čemu je poželjno ukloniti peteljku. Obavezno je pranje zbog nečistoća i mikroorganizama.

## Sorte dunja za proizvodnju rakije
Dunja je voće jako bogato kalijumom, natrijumom, gvožđem, manganom, vitaminom C, pektinom, a takođe i raznim organskim i neorganskim kiselinama značajnim za njenu aromatičnost. Preporučljive sorte dunja namenjene za preradu u rakiju su: Vranjanska, Leskovačka, Šampionka i Trijumf.
- Leskovačka dunja predstavlja najkvalitetniju sortu dunje na ovim prostorima. Sazreva u oktobru mesecu i daje okruglast plod mase od oko 250g prepoznatljive žute boje. Prepoznaje se po ispupčenju kod peteljke ploda. Prodornog je i jakog prijatnog mirisa.Meso ploda je čvrsto i sočno. Dobro podnosi skladištenje više meseci.
- Vranjanska dunja je kruškastog oblika zlatno-žute boje. Plodovi su jako krupni, do 600g. Potiče sa iranskih planinskih predela i jako je izdržljiva sorta. Sorta je samooplodiva a koristi se i za oprašivanje Leskovačke dunje.
- Šampionka dunja je američka sorta koja rađa krajem oktobra meseca. Plod je kruškolik, mase oko 350g. Zlatno-žute je boje,aromatična i lago nakisela. Samooplodiva je.
- Trijumf dunja sazreva 7–10 dana posle Leskovačke dunje i spada u grupu poznih sorti koji produžavaju sezonu berbe dunja. Plod je krupan, mase oko 300g okruglaste do blago izdužene forme, glatke površine bez neravnina. Meso ploda je bledožute boje, krto, umereno sočno, prijatne arome bez kamenih ćelija i dobrog kvaliteta.

## Način pripreme
Pripremljeni plodovi se moraju dobro izmešati jer bi u protivnom proces fermentacije predugo trajao. Sudovi za fermentaciju se pune tako da ostane 20% slobodnog prostora.Za uspešno formiranje alkoholne fermentacije potrebno je dodavati kvasce i hraniva na bazi azota i fosfora. Kiselost se može korigotati uz pomoć sumporne kiseline od pH=3,2 dok korekcija šećera zakonski nije dozvoljena. Sudovi se zatvaraju, mada ne hermetički. U procesu alkoholne fermentacije nastaje ugljen-dioksid kaga je potrebno izvući. To se postiže postavljanjem vranjevima koje pritom ne dozvoljavaju ulazak kiseonika i mikroorganizama. Takođe se može izbaciti tako što se kroz plutani čep provuče crevo i uroni u vodu pri čemu je ulazak kiseonika onemogućen. Prostor u kome se nalaze sudovi za vrenje bi trebalo imati temperaturu od 16 do 20°C i pritom fermentacija kljuka dunje traje oko tri nedelje.Vrenje je završeno kada filter prevrelog kljuka pokazuje vrednost od 6 do 12°Oe mereno na Ekslovom širomeru.

## Destilacija
Prevelik kljuk dunje se destiliše dvokratno.Prvom destilacijom se dobija sirovi destilat sa oko 30%vol alkohola.Nakon toga se vrši redestilacija dobijenog sirovog destilata pri čemu se prvenac odvaja u količino od oko 1% zapremine kazana.Nakon odvajanja prvenca, prikuplja se srednji tok sve dok se jačina celokupne rakije koja je prikupljena ne spusti do 55-60%vol ili kada je rakija na izlazu jačine između 25 i 35%vol. Tada se prestaje sa skupljanjem srca jer počinju da se izdvajaju nepoželjna patočna ulja karakteristična po kiselosti i bljutavom ukusu pa je momenat završetka destilacije najbolje oceniti probanjem rakije na izlazu pri ovim jačinama.Dunjevača odlažava u hrastovim buradima pri čemu doija zlatno-žutu boju,razređuje destilovanom vodom od 45%vol i kao takva ide u promet.Destilat dunje sazreva u hrastovim buradima gde se usklađuju mirisne i aromatske komponente destilata.